# Idiasta armiscabrata
Idiasta armiscabrata är en stekelart som beskrevs av Robert A.Wharton 1980. Idiasta armiscabrata ingår i släktet Idiasta och familjen bracksteklar. Inga underarter finns listade i Catalogue of Life.